# Николаевский Милецкий монастырь
Свято-Николаевский Милецкий монастырь — мужской монастырь Украинской православной церкви в селе Мильцы. Первое упоминание относится к 1532 году.

## История монастыря
Как гласит предание, место, где находится обитель, часто посещали во время рыбной ловли монахи Вербского монастыря, который находился выше по течению реки Турии. Этот понравившийся им живописный уголок они нарекли милым, от чего и произошло название «Мильцы». Ещё одно мнение названия Мильцы происходит от сокращённого названия водяных мельниц, которые были установлены на Турии. И была основана здесь ещё одна обитель. Монахи Вербской обители отправились с лодками по реке к месту Милец. И там на пеньке от дерева был явлен образ Святителя Николая.
Первое упоминание о монастыре относится к 1532 году.
Около 1540 года князь Феодор Сангушко построил для иноков каменный храм Святителя Николая Мирликийского и наделил монастырь угодьями, на которые выдал грамоту 23 мая 1542 года.
С 1656 года или с 1707 года монастырь стал униатским. Братия, которая не желала переходить в унию, отправилась в Киево-Печерский монастырь.
В 1713 году монастырь был переименован в аббатство.
Варлаам Яскульский, управляющий обителью с 1833 года, открыл на территории монастыря духовное училище и церковно-приходскую школу.
С 1839 года монастырь и учебные учреждения были переданы Православной Церкви. Таким образом, Варлаам Якульский был последним униатом-настоятелем Милецкого монастыря и первым настоятелем возрождённого православного монастыря.
После Великой Отечественной войны обитель была закрыта и в ней был размещён дом престарелых.
24 ноября 1993 года в селе Мильцы учреждена мужская обитель, которая опекала жителей дома престарелых и возрождала монастырь.
8 марта 1994 года с благословения Священного Синода УПЦ обитель была открыта.

## Основные сооружения монастыря
- Храм Святителя Николая Мирликийского, построенный в 1542 году князем Феодором Сангушко.
- Братский корпус и тёплый храм Преображения Господня.
- Колокольня. Расположена к западу от храма Святителя Николая Мирликийского.
- Старинный дом настоятеля, который расположен юго-западнее братского корпуса.

## Святыни
- Икона Святителя Николая Мирликийского и крест с частицей его мощей.

## Ближайшие святыни
- Храм преподобного Онуфрия Великого, который расположен к югу от монастыря.